# Tlapani
Tlapani är en ort i Mexiko.   Den ligger i kommunen Coxcatlán och delstaten San Luis Potosí, i den centrala delen av landet, 240 km norr om huvudstaden Mexico City. Tlapani ligger 418 meter över havet och antalet invånare är 345.
Terrängen runt Tlapani är kuperad åt nordväst, men åt sydost är den platt. Tlapani ligger uppe på en höjd. Runt Tlapani är det ganska tätbefolkat, med 100 invånare per kvadratkilometer. Närmaste större samhälle är Villa Terrazas, 12,1 km söder om Tlapani. I omgivningarna runt Tlapani växer huvudsakligen savannskog.